# Antoine Dansaertstraat

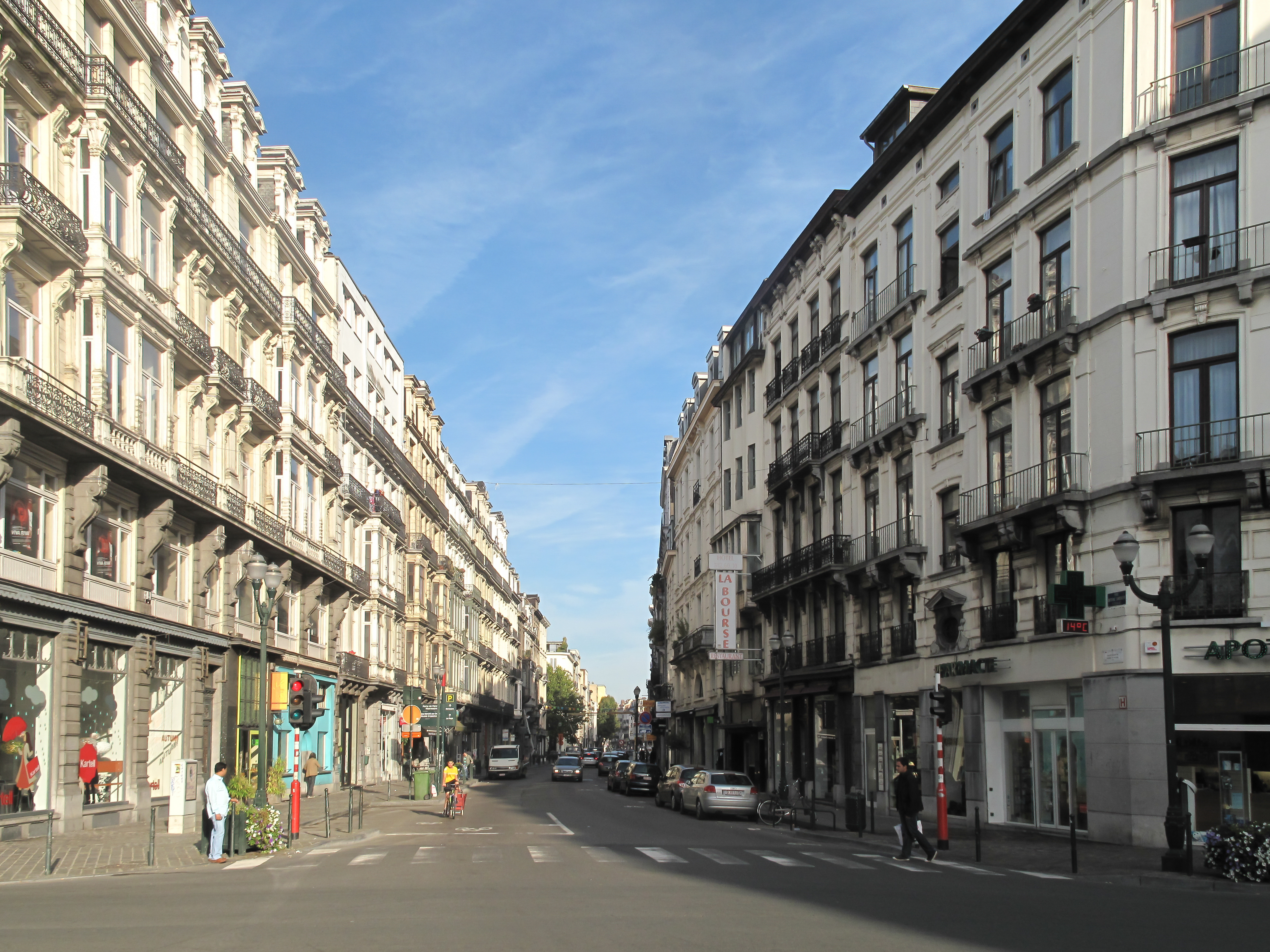
Straatbeeld

De Antoine Dansaertstraat (Frans: Rue Antoine Dansaert) ligt in het centrum van Brussel en verbindt de Auguste Ortsstraat (bij de Beurs) met de Vlaamsepoort. De Dansaertstraat is een winkelstraat met Belgische luxueuze merken zoals STIJL, Olivier Strelli, Arte Antwerp, Essentiel Antwerp.

## Naamgeving
De straat is vernoemd naar Antoine Dansaert, een Belgisch volksvertegenwoordiger (1870-1884) en Brussels gemeenteraadslid.

## Geschiedenis
De straat is aangelegd in 1891 onder burgemeester Karel Buls, als een bredere en nagenoeg rechte parallelweg voor de Vlaamsesteenweg. Rond die laatste was er een concentratie van gangen met arbeiderswoningen, wat men wilde saneren. Het tweede deel van de Antoine Dansaertstraat, richting kanaal, werd aangelegd in 1898-1899.
In het begin van de jaren '80 had deze wijk, de Dansaertwijk, eerder een slechte naam. Hierdoor ging de economie slecht en moesten veel winkels hun deuren sluiten.
Vanaf het midden van dit decennium werd de straat opgewaardeerd, onder meer door de opening van de kledingwinkel STIJL. Ook andere handelaars grepen hun kans om deze goedkope, leegstaande panden in te palmen. De Antoine Dansaertstraat heeft als een van de eerste straten in Brussel gentrificatie meegemaakt. De hele wijk is omgetoverd tot een moderne, hippe buurt. De mensen die hier eerst woonden zijn in de jaren 1990 door de huurverhoging weggegaan.

## Dansaertvlamingen
De straat is het centrum van de Dansaertwijk. De straat, en bij uitbreiding de wijk, staan bekend als de spot voor de Vlaamse Brusselaars, ze worden ook wel “Dansaertvlamingen” genoemd.